# Rachendachhypophyse
Die Rachendachhypophyse oder Rachenhypophyse ist eine entwicklungsgeschichtlich vorübergehend entstehende Hormondrüse, die aus dem Stiel der Rathke-Tasche entsteht und im Rachendach lokalisiert ist. Bei Neugeborenen ist sie als Normalbefund anzusehen. Bei Erwachsenen zählt sie dagegen zu den echten Geschwülsten. Ihre unzureichende Rückbildung kann einerseits zur Hormonbildung und andererseits zur Tumorbildung führen.

## Anatomie
Die Rachendachhypophyse (Hypophysis pharyngica oder Hypophysis pharyngea, bei Säugetieren Hypophysis pharyngealis), kurz auch Rachenhypophyse, ist eine dem Keilbeinkörper im Bereich des Nasenrachens anliegende endokrine Drüse. Sie kann auch im Keilbeinkörper liegen. Sie gilt als Rest der Rathke-Tasche. Diese unpaare Drüse ist beim Menschen etwa 5 mm breit und 1 mm dick. In ihrer Gewebezusammensetzung und in ihrer Hormonproduktion stimmt sie mit dem Hypophysenvorderlappen überein. Beim Embryo und bei Neugeborenen ist sie regelmäßig anzutreffen. Es handelt sich um einen Normalbefund. Die Drüse kann jedoch persistieren und in seltenen Fällen zum Ausgangsgewebe von Adenomen werden. Man spricht vom Kraniopharyngeom oder nach dem Erstbeschreiber Jakob Erdheim auch vom Erdheim-Tumor.

## Embryologie
Bei drei Wochen alten Embryonen tritt die Rathke-Tasche als Ausstülpung des Stomodaeum auf und wächst nach dorsal auf das Infundibulum zu. Mit der Entwicklung der Schädelbasis wird die Rathke-Tasche allmählich gestielt. Am Ende des zweiten Monats reißt der solid gewordene Stiel am primitiven Rachendach durch und verliert so seine Verbindung zur Mundhöhle und steht dann mit dem Infundibulum in enger Berührung.
Bei dieser Organogenese der Hirnanhangsdrüse kann jedoch aus dem Stiel der Rathke-Tasche, also aus Epithelresten des Ductus craniopharyngeus, eine Fehlbildung entstehen. An die Stelle des Stiels tritt dabei dann ein bindegewebiger Strang, der manchmal noch beim Erwachsenen erhalten bleibt und den hinteren Keilbeinkörper durchsetzt. So entsteht dann die Rachendachhypophyse. Sie liegt an der Unterseite des Keilbeins in der Schleimhaut des Rachendachs.

## Hormonproduktion
Eine Rachendachhypophyse bei Kindern und Erwachsenen produziert die Hypophysenhormone ebenso wie die Adenohypophyse als Teil der Hypophyse (Hirnanhangdrüse, lateinisch Glandula pituitaria oder auch Hypophysis cerebri). Sie ist also ein Teil der Hypothalamus-Hypophysen-Achse (andere Bezeichnung: Hypothalamus-Adenohypophysen-System). Das ist der endokrine Regulationsweg im zentralen Nervensystem, welcher die Aktivität zahlreicher endokriner Drüsen im gesamten Körper steuert. Die Rachendachhypophyse ist selbst eine endokrine Drüse. Sie liegt nicht im Türkensattel, sondern im Rachen oder selten auch im Keilbeinknochen, also zwischen Rachenwand und Türkensattel. Zumindest stecknadelkopfgroße Rachendachhypophysen sind häufig.
Das Gewebe ist häufig wenig differenziert. Bei einem Ausfall der Hirnanhangsdrüse, beispielsweise nach einer operativen Entfernung (Hypophysektomie), kann es aber hypertrophieren und sich zu vollwertigem Adenohypophysengewebe differenzieren.

## Vergleichende Anatomie
Bei den Holocephali stellt die Rachendachhypophyse die eigentliche Adenohypophyse dar.